# Павлов Олексій Степанович
Олексій Степанович Павлов (1832–1898) — український та російський історик церковного права, візантолог, дослідник права Київської держави. Професор канонічного права
Казанського університету.

## Життєпис
Народився у 1832 у Тобольській губернії у родині священика.
Середню освіту отримав у Тобольській семінарії, вищу — у Казанській духовній академії. 1863–1870 був екстраординарним професором канонічного права у Казанському університеті. У 1870–1875 роках викладав канонічне право в Імператорського Новоросійського університету в Одесі. Саме тут здобув науковий ступінь доктора церковного права. Разом з істориком права Федором Леонтовичем готував до видання низку пам'яток старокиївського права, але проект так і не було завершено.
В одеський період біографії Павлов видав 7 наукових праць. Від осені 1875 та до кінця життя працював на посаді ординарного професора канонічного права у Московському університеті. Членом низки наукових товариств, зокрема Московського археологічного, член-кореспондент РАН.
Єдиним його учнем був професор Тартуського університет в Естонії М. Красножон.
Помер у Москві 16 серпня 1898 року.

## Науковий доробок
Наукова спадщина нараховує приблизно 60 праць. Більшість з них була присвячена з'ясуванню теоретико-канонічних питань церковного права. Великий вплив на розгортання наукової діяльності у цьому напрямі відіграло дружба з видатним дослідником історії візантійського права Цахаріє фон Лінгенталем. Обидва дослідники використовували порівняльно-критико-бібліографічний метод, який передбачав знаходження протографів документів, встановлення історико-літературної спадкоємності редакцій пам'яток. Майже кожну працю сучасники визнавали науковим відкриттям. Відмінною рисою його, як дослідника, було прагнення вичерпати питання повністю.
Для історичної науки, здебільшого візантиністки, велике значення мали тексти пам'яток візантійського права (Кормчих, Номоканон), списки яких виявляв та аналізував дослідник. Окрім канонічних питань, віднайдені пам'ятки він використовував для постановки нових питань щодо історії деяких християнських свят, полемічних творів (ці дослідження вченого були написані на перетині історії літератури, історії права та історії церкви). Подібно до більшості істориків права, він намагався встановити різноманітні впливи на право Київської держави.
Зазначені дослідження мали здебільшого, хоча й важливе, але опосередковане значення для історичної науки, а саме — зміцнювали її палеографічні, джерелознавчі можливості. Натомість у доробку є лише дві конкретно-історичні роботи. Перша з них була присвячена початковому періоду секуляризації у Московській державі. На основі великого джерельного матеріалу автор показав причини цього явища, конкретні прояви цієї політики в діяльності московських князів та боротьбу проти неї. Велику увагу він присвятив полеміці між йосифлянами та вассіанами. Висвітлив обставини виникнення Галицької митрополії у XIV століття. Цінність цього дослідження полягала в актуалізації маловідомих візантійських джерел.

## Праці
- Исторический очерк секуляризации церковных земель в России // Записки ИНУ. — 1871. — Т. 7;(рос.)
- Критические опыты по истории древнегреческой полемики против латинян. — М., 1878;(рос.)
- Мнимые следы католического влияния в древнейших памятниках южно-славянского и русского церковного права. — М., 1892;(рос.)
- О начале Галицкой и Литовской митрополии // Русское обозрение. — 1894. — Т. V.(рос.)